# Зыбин, Александр Викторович
Александр Викторович Зыбин (род. 10 июня 1960, Москва) — советский и российский хоккеист — левый нападающий, затем тренер. Заслуженный мастер спорта.

## Биография
Воспитанник столичного ЦСКА.
Выступал за ЦСКА (1979—1988, 1998—2000). В составе ЦСКА 9-кратный чемпион СССР и 8-кратный обладатель Кубка европейских чемпионов. Чемпион мира среди молодёжных команд.
С 1980 года в ЦСКА играл в одном звене с Геннадием Курдиным, а центрфорвардом при них был сначала Владимир Петров, а потом Виктор Жлуктов. Потом некоторое время играл в одном звене с Игорем Ларионовым и Сергеем Макаровым, заменяя выбывшего из-за травмы Владимира Крутова. Зыбин позже вспоминал, что никак не мог отделаться от мысли, что данное место для него временное и сам подошел к Виктору Тихонову с просьбой о переводе в другое звено — к Михаилу Васильеву и Александру Герасимову.
В 1988 году вместе с Михаилом Васильевым перешел в ярославское «Торпедо», где их партнером по звену стал Игорь Масленников. Тройка отличалась высокой результативностью в сезоне 1989/90, уступая только тройке из ЦСКА Быков-Хомутов-Каменский.
В 1990 году принял приглашение главного тренера австрийской «Вены» Валентина Гуреева. Помог команде отобраться в плей-офф чемпионата и взять 3-е место.
Сезон 1991/92 провел в швейцарском клубе «Сьер», где его партнером был Евгений Шастин. В середине сезона был арендован немецким клубом «Эссен», с которым сумел отобраться в 1-ю бундеслигу. По окончании сезона швейцарский клуб не стал продлевать с Зыбиным контракт, поскольку вылетел во 2-ю лигу и игрок вернулся в Москву. Вскоре на него вышел главный тренер петербургского СКА Борис Михайлов и Зыбин согласился на переход в СКА, где сразу стал капитаном.
В сезоне 1993/94 играл за итальянскую «Ланс Курмаосту».
В 1994—1996 снова играл за «Торпедо» (Ярославль). В 1996—1998 — снова в СКА. В 1998—2000 играл за ЦСКА.
Выступал за сборную СССР. В высшей лиге чемпионатов СССР провёл 595 матчей, забросил 140 шайб. В рамках Кубка европейских чемпионов забросил 26 шайб. Участник первого в истории российского хоккея «Матча всех звёзд» 1999.
Работал ассистентом главного тренера Сергея Николаева в саратовском «Кристалле» (2000—2001, в том числе исполнял обязанности главного тренера), уфимском «Салавате Юлаеве» (2000—2003) и новосибирской «Сибири» (2004—2005). Был главным тренером ступинского «Капитана» (2007—2008). Занимался селекцией в СКА (2008—2009). Работал тренером в ДЮСШ «Олимпиец» на «Балашиха-Арене» (с 2009).
С 3 апреля 2013 года по 24 сентября 2014 — главный тренер МХК «Динамо Санкт-Петербург», выступающей в Чемпионате МХЛ. С 1 июля 2015 года — тренер-селекционер в молодёжной команде «Динамо Санкт-Петербург», а с 11 мая 2016 — во взрослой команде клуба, выступающей в ВХЛ.
14 июля 2016 года возглавил ЖХК Динамо Санкт-Петербург. Покинул клуб после объявления о приостановке участия «Динамо» в соревнованиях 2 июля 2020 года. Вновь возглавил петербургское «Динамо-Нева» в июне 2022 года.
В ноябре 2022 года возглавил женскую сборную России.

## Личная жизнь
Жена Рена, дочь Наталья, внук Дениил.